# ボウリング条約

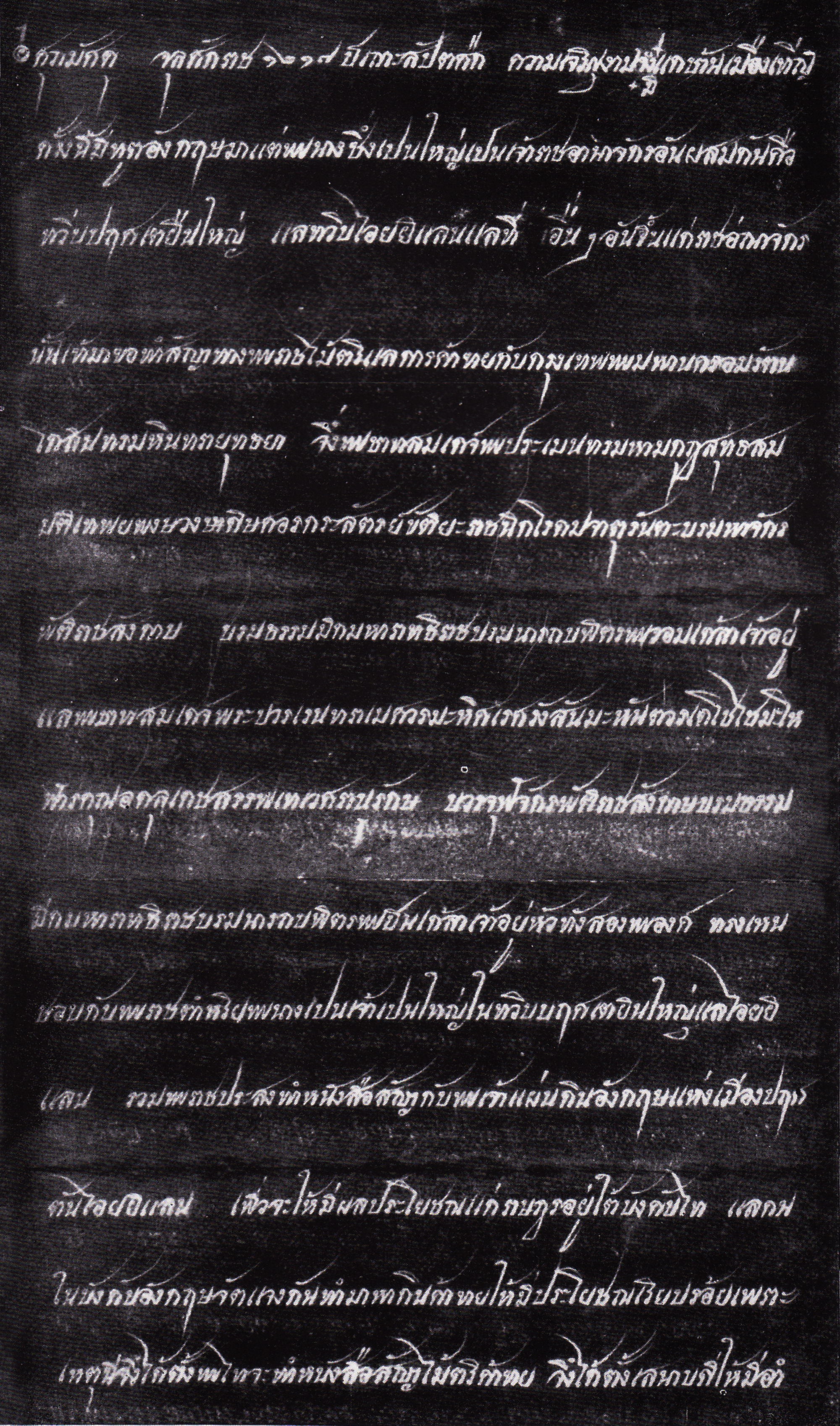
タイ語版のボウリング条約の条文

ボウリング条約（ボウリングじょうやく、英語: Bowring Treaty, タイ語: สนธิสัญญาเบาว์ริง）は1855年4月18日にイギリスとシャム王国（現在のタイ王国）の間で調印された友好通商条約であり、これによりイギリスはシャムでの治外法権、自由貿易、領事館の設立が認められた。シャム王国は関税による収入を失い、商品の対価としてのアヘンを受け入れることになった。しかし同様の条約をフランス、アメリカ、プロイセン、オーストリア＝ハンガリー帝国らと締結することで各国の利権を誘導し、内政干渉と植民地化を防ぐ生存外交を展開した。バウリング条約とも。

## 背景

### イギリス

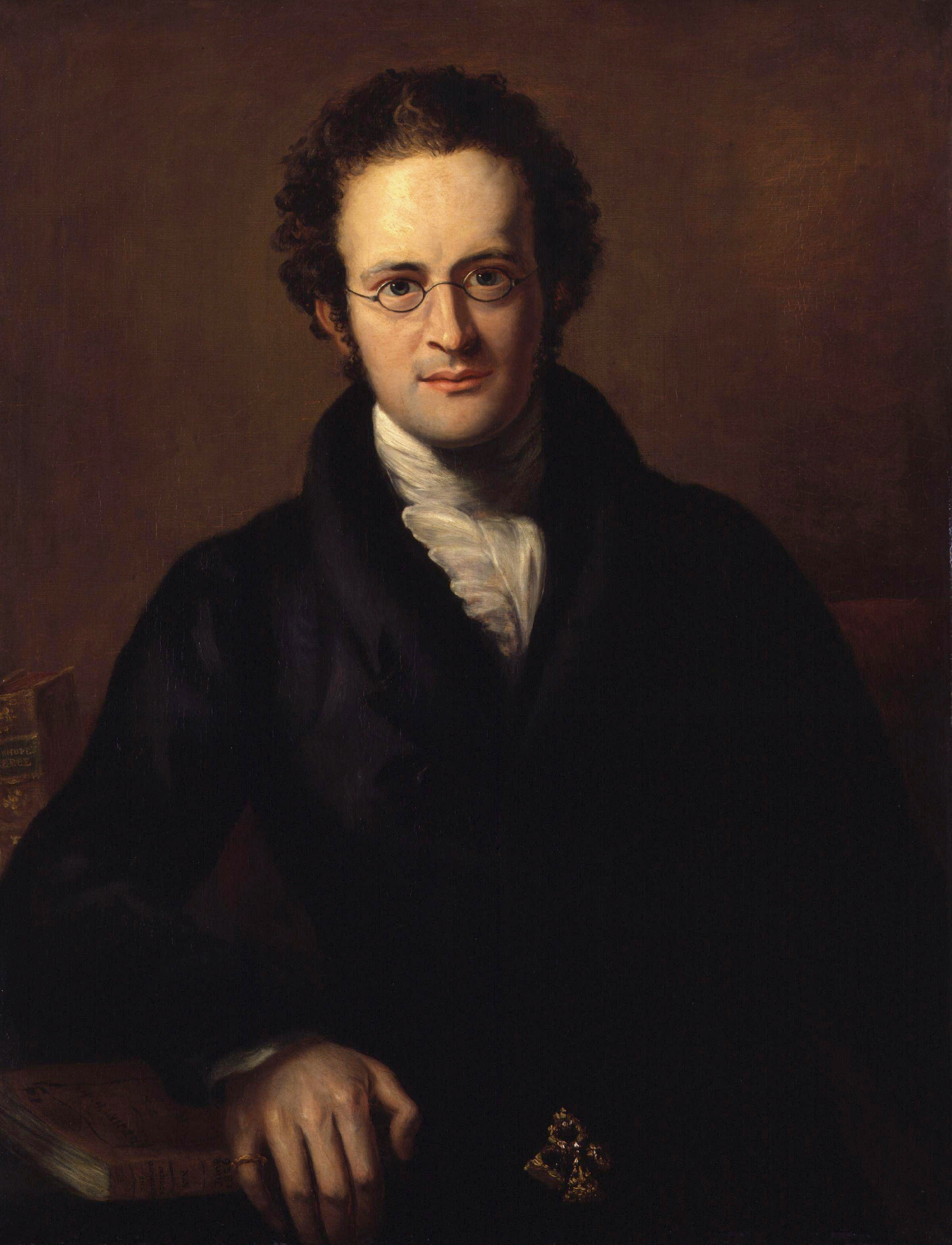
ジョン・ボウリング

ボウリング条約前、シャム王国とイギリスの間に結ばれていた条約としては1826年のバーネイ条約が存在したが、それはケダ州やペラ州を朝貢国化しようとするシャム王国の拡大を防止し、イギリスの重要拠点であったペナンを保護するための協定であった。当時、イギリスは大軍を派遣することが困難な情勢であったため、その内容は現状の維持を目的とするものであり、通商においては船幅2メートルにつき1,700バーツの船幅税、清への朝貢の継続を認めるなどのシャム王国の要望をほぼ受け入れた条約となっていた。しかし以前と比べてイギリスの立場と軍事力は強化されており、それを背景としての条約改正が第4代香港総督ジョン・ボウリングの手に委ねられることになった。
ジョン・ボウリングは1849年に広州の英国領事に赴任すると非常に熱心に職務に取り組み、第3代香港総督のジョージ・ボーナムが体調を崩したことに伴い、数年の代行の後に1854年に第4代香港総督に就任した。ボウリングは香港の統治とともに中国及びその朝貢国との貿易を担当することになったが、教育、地域開発、議会、腐敗の排除といった改革は副総督ウィリアム・ケインとの権力抗争と1851年に発生した太平天国の乱、またそれに伴う中国人の外国人に対する憎悪によって頓挫した。ボウリングは就任時点から中国の反発を招く存在として社会学者のハリエット・マーティノーを始めとする本国からの反対を受けていたが、清への横柄な振る舞いに対する反発や副総督との確執に加え、部下による汚職（売春宿の運営、反社会的勢力との取引）が追及されるとそれは激しい非難へと変質した。1858年にはアロー戦争下の香港で10ポンド（4.5キロ）ものヒ素が外国人と取引するパン屋の小麦粉に混入される事件が発生し、ボウリングも最初の妻のマリアを失うとともに自らも中毒となって一年間の療養を強いられている。

### シャム王国

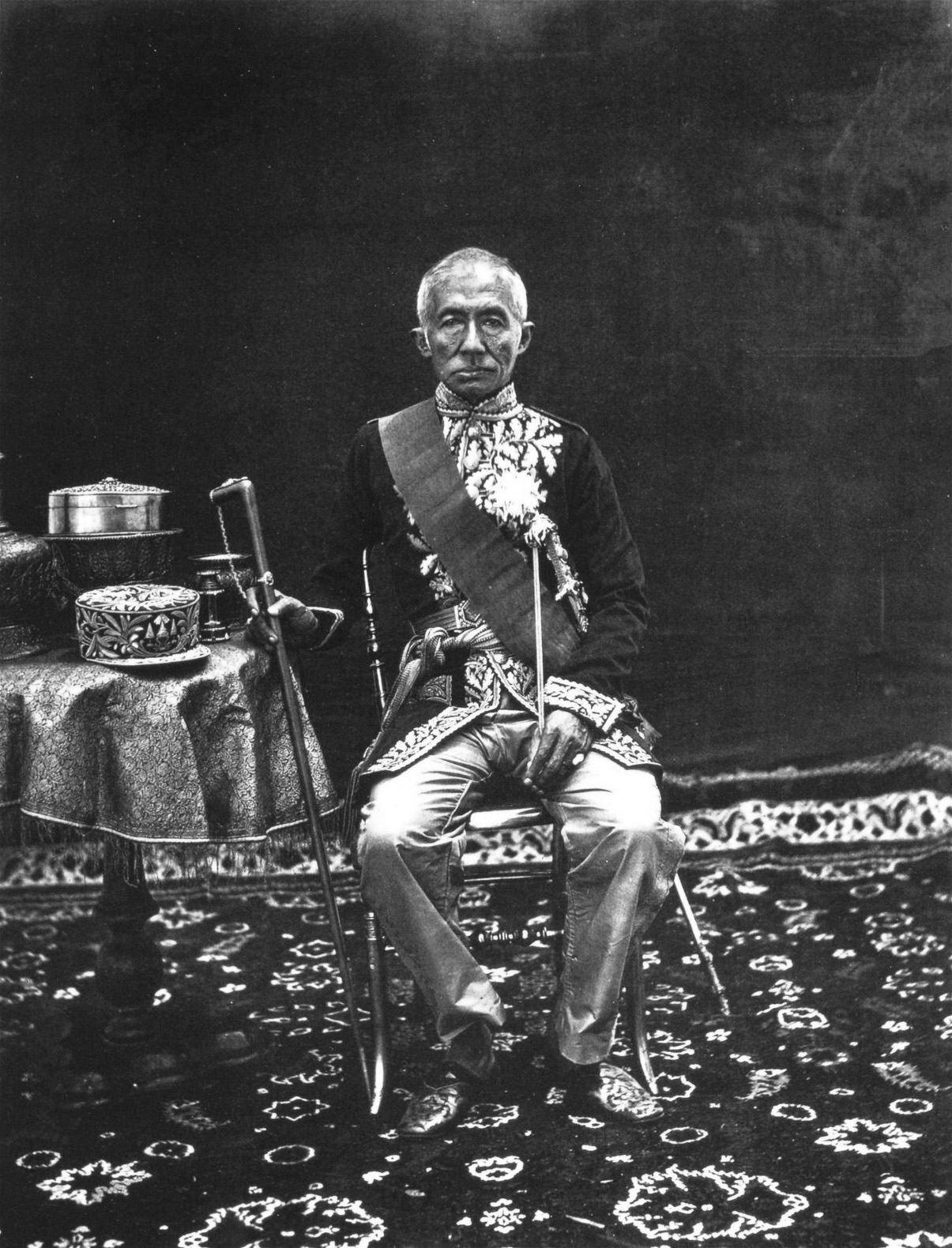
ラーマ4世

1851年、シャム王国ではラーマ4世が異母兄のラーマ3世の後を継ぎ、47歳でシャム国王に即位する。それまでラーマ4世は学問のために出家して27年間を寺院で過ごしており、経文の言語であるパーリ語、サンスクリット語を研究し、また宣教師を通じて英語、ラテン語の習得と諸外国の情勢の知識を得ていた。当時、朝貢を納めていた清がアヘン戦争で破れ、隣国ビルマは数度に渡る英緬戦争によって植民地化されつつあった。イギリスの勢力圏はすでにシャム王国の勢力圏に浸透しており、特にカンボジアを狙うフランスの野心と脅迫はすでに明確な状況となっていた。そのためラーマ4世は植民地化を恐れ、政治権力、軍事力の中央集権化を進めるともに仏教と司法を改革して合理化し、また先代の政策を引き継いで米、チーク材、錫の生産を奨励し、近代化に耐えうる財源を確保するために税金の中抜きを行う徴税請負人を廃した。宣教師の求める「文明化」にも関心が高く、イギリスからアンナ・レオノーウェンズを呼び寄せて子供の教育を担当させた。妻を多く暇乞いさせ女官を遠ざけたことも一夫多妻を忌避する西洋の価値観に合わせてのものだった。
従来のシャム王国の外交的な立場は清への朝貢国であり、ラーマ4世自身も即位後すぐに清へ朝貢を行い、咸豊帝から「暹羅王鄭明」として封じられている。また周辺の小国には圧迫を繰り返してその朝貢を受けていた。しかし弱体化する清国との貿易は年々縮小し、アヘン戦争によって権威も喪失していることからカンボジアを狙うフランスの要求に対して清はすでに抑止力たりえなかった。よってそれに代わる抑止効果として諸外国と条約を結び利権を誘導する必要がシャム王国には存在した。また王として封じられる朝貢自体が時勢に取り残されつつあった。そのため朝貢の使者は帰路に香港総督のボウリングと接触し、ボウリングもまた近代化されたシャム王国が清と朝貢を続ける理由がなく、代わってイギリスと新たな条約を結ぶ必要があることを伝え、両者の密かな交渉が始まった。その忠告に従いシャム王国は1855年から朝貢を中止するが、朝貢の再開を要求する清に対してはあくまでも準備が整っていないことを口実とした中断と主張し、1880年代に至っても明確な正式な冊封体制からの離脱は行わなかった。

## ボウリング条約

### 交渉
1855年4月、軍艦に乗船したジョン・ボウリングはチャオプラヤ川の河口に到着し、シャム王国側から威風堂々の演奏と21発の礼砲で迎えられ、他国の王族と同様の歓待を受けた。ボウリングと条約締結の交渉を行ったのは全権委任された5名の国王の代理人たちであり、ラーマ4世の異母弟のウォンサーティラートサニット親王を筆頭にいずれも改革を支える実力者たちだった。両者の交渉は事前の打ち合わせと信頼感もあって極めてスムーズに進み、4月18日に「ボウリング条約」が調印された。交渉中、ボウリングは清との苦しい交渉とはまるで異なるラーマ4世の誠実さに好意を抱き、それは生涯変わらず続くことになる。

### 内容
ボウリング条約は1826年のバーネイ条約を改定するものであり、全12条によって構成されていた。また1856年5月には条約の批准のためにハリー・パークスがバンコクを訪れ、条約内容を一部変更している。その内容は概ね以下の通りとなる。
1. バンコクでのイギリス領事の駐在許可。また民事刑事双方において、被告がイギリス人であれば原告がイギリス人であろうとシャム人であろうと領事が判決を下す。また犯罪人は双方とも引き渡しの義務を負う[16]。
2. イギリス人はすべての港で自由に貿易し、バンコクに永住する権利を与えられる。ただし土地に関してはバンコクの城壁から24時間以内の距離にある (シャム船の平均速度から計算)土地ならば領事とシャム側の許可があれば購入や賃借ができるが、城壁から4マイル以内の土地の購入に関しては10年以上の賃借による居住かシャム側の特別な許可が必要となる[16]。
3. 関税はバーネイ条約の船幅税を撤廃し、輸入に関してはアヘンを除き一律市場価格の3パーセントとし、輸出については中国に与えられていた特権を全てイギリスにも与えるものとする。イギリス人はイギリス領事の同意がない限り、新たな関税を課せられることはない。またシャムが他の国に与える特権については、イギリスは同等に享受する権利がある。塩、米、魚に関してはシャム側に欠乏が危惧される状況であれば禁輸を行うことができる[16]。
4. イギリス人は第三者の干渉を受けることなく、個々のシャム人と直接売買することが許可される[16]。

### 影響
これにより領事裁判権を始めとする治外法権、最恵国待遇、商行為の自由がイギリスに与えられ、シャム王国は関税自主権を失った。いわゆる不平等条約となる。しかしイギリスは同等の条約を他国と締結することを妨げる意思はなく、シャム王国もより多くの西洋諸国と条約を締結することを求めた。1853年の時点ですでにアメリカのマシュー・ペリーと書簡を交わしており、条約締結の要望を行っている。この時はペリーが先に日本に来航し交渉に専念したためにシャムへの到来は叶わなかったが、1856年5月にタウンゼント・ハリスが来訪し通商条約を締結している。その後1858年5月デンマーク、同年10月ハンザ同盟諸都市（リューベック、ハンブルク、ブレーメン）、1859年ポルトガル、1860年オランダ、1862年プロイセン、1868年5月スウェーデン＝ノルウェー同君連合、同年8月ベルギー、同年10月イタリア、1869年オーストリア＝ハンガリー、1870年スペイン、1899年ロシアと同様の通商条約を締結した。これによってカンボジアに続く植民地化を狙っていたフランスの野望は頓挫し、ビルマとカンボジアに接する地勢的な事情も幸いしてシャム王国は東南アジアで唯一植民地化をまぬがれた国となった。またボウリング条約で使用されたことによりSiamが正式な国号となり、シャムの国号は1939年6月24日にタイに変更されるまで使用された。